# Jęczmień (choroba)
Jęczmień, jęczmyk (łac. hordeolum) – torbielowata infekcja powieki, ropień powodowany przez zakażenie gronkowcowe, usytuowany na brzegu powieki, gruczołów przyrzęsowych i tarczkowych. Niedoleczony, powracający jęczmień może przerodzić się w gradówkę – wywołaną przez blokadę gruczołów łojowych.
Wyróżnia się dwa rodzaje jęczmienia:
- jęczmień zewnętrzny (łac. hordeolum externum) – gronkowcowe zapalenie łojowych gruczołów Zeissa lub potowych gruczołów Molla. Najczęściej występuje u dzieci i młodych dorosłych[1];
- jęczmień wewnętrzny (łac. hordeolum internum) – zapalenie łojowych gruczołów tarczkowych (Meiboma, których produkt tworzy zewnętrzną, lipidową warstwę filmu łzowego).

## Objawy
Ropień usytuowany jest w okolicy oka – na górnej lub dolnej powiece. Występują: zaczerwienienie, swędzenie, łzawienie, bolesność i stan zapalny powiek, może wystąpić zaczerwienienie spojówki. Obrzęk powiek może ograniczyć pole widzenia.

## Przyczyny
W 90–95% przypadków jęczmień wywoływany jest zakażeniem gronkowcami; niekiedy innymi drobnoustrojami chorobotwórczymi.

## Leczenie
Jęczmień może pęknąć samoistnie, uwalniając ropę, lub zaschnąć w ciągu tygodnia – nie należy próbować go rozcinać samodzielnie.
Leczenie ogranicza się do nagrzewania lub stosowania ciepłych suchych kompresów lub maści okulistycznych na powieki (np. z neomycyną) i/lub kropli z antybiotykiem do przemywania oczu w przypadku jęczmienia wewnętrznego, które powodują przyspieszenie jego dojrzewania i wspomagają oczyszczenie oka. Gdy typowe leczenie zawodzi, konieczna może być interwencja chirurgiczna.